# Isle of Noss
Isle of Noss hører til Shetlandsøerne, havde indtil 1939 ca. 25 indbyggere, men har siden den tid været ubeboet. Den er adskilt fra øen Bressay gennem det smalle Nos Sound
Den er max. 2 x 2 km stor og har et areal på ca. 3 km². Den indtil 181 meter høje ø ligger kun få meter øst for Bressay og kan derfra nås med udflugtsbåde. 
Øen har siden 1955 været Naturreservat. Noss har en del sjældne planter og ca. 100.000 søfugle.
Øen kan besøges fra ca. 1. juni til 1. september. 
Bosætningen på Noss var på vestsiden ved Gungstie. Et hus fra 1670 anvendes i nutiden som sommerbeboelse for to naturreservatvagter. En anden bosætning er Setter, på den sydøstlige del af øen, der var beboet til 1870.
Af seværdigheder er der blandt andet et besøgscentrum, Nossstenen, Noupklippen og den lille ubeboede Holm of Noss eller Cradle Holm, som kun ligger 20 meter fra Noss. 
Ved sandstensklipperne på Noss yngler suler, lunder, lomvier, topskarver, rider, mallemukker og kjover. Oddere kan af og til observeres omkring øen.

## Ekstern henvisning
- Wikimedia Commons har flere filer relateret til Isle of Noss
- Isle of Noss